# Labyrinthomyces steenisii
Labyrinthomyces steenisii är en svampart som beskrevs av Boedijn 1939. Labyrinthomyces steenisii ingår i släktet Labyrinthomyces och familjen Tuberaceae.   Inga underarter finns listade i Catalogue of Life.